# Cytora fasciata
Cytora fasciata är en snäckart som först beskrevs av Suter 1894.  Cytora fasciata ingår i släktet Cytora och familjen Pupinidae. Inga underarter finns listade i Catalogue of Life.